# محمدامین طباطبایی
محمدامین طباطبایی (زادهٔ ۱۷ بهمن ۱۳۷۹)، استاد بزرگ شطرنج و عضو تیم ملی شطرنج ایران می‌باشد. وی در آوریل ۲۰۲۴، در رده سی ام شطرنج جهان و رده دوم شطرنج‌بازان ایران قرار دارد. او‌ سومین بازیکن تاریخ شطرنج ایران است، که پس از قهرمانی در رقابتهای شطرنج ایروفلوت روسیه در سال ۲۰۲۴ به ریتینگ بالای ۲۷۰۰ دست پیدا کرده است. 
وی در سال ۲۰۲۱ با راهیابی به مرحله ۱/۴ نهایی جام جهانی شطرنج، بهترین نتیجه تاریخ شطرنج ایران در عرصه بین‌المللی را ثبت کرد. همچنین با این نتیجه طباطبایی به عنوان نخستین شطرنج‌باز مرد تاریخ شطرنج ایران، جواز حضور در رقابتهای شطرنج گرندپری مردان جهان در سال ۲۰۲۲ را کسب کرد.

## استاد بزرگی شطرنج
وی در سال ۱۳۹۷ و از سوی فدراسیون جهانی شطرنج به عنوان استادبزرگ شطرنج معرفی شد، تا بدین ترتیب پانزدهمین فرد ایرانی باشد که به این عنوان دست می‌یابد.

## بین‌المللی
وی در سال ۲۰۱۹ موفق شد در دو رقابت معتبر بین‌المللی فستیوال شطرنج بیل و یادبود ژوزف کوپر به مقام قهرمانی برسد، و از این حیث یک رکورد منحصر به فرد در تاریخ شطرنج ایران از خود بر جای گذارد.